# Baeggu
 (janvier 2025).
 (janvier 2025).
Le baeggu (ou baegu ou mbaenggu) est une des langues des Salomon du Sud-Est, parlée par 5 900 locuteurs à Malaita (nord). Le baelelea et le baeggu sont presque également compréhensibles avec le to’abaita et le lau.